# 関戸橋フリーマーケット

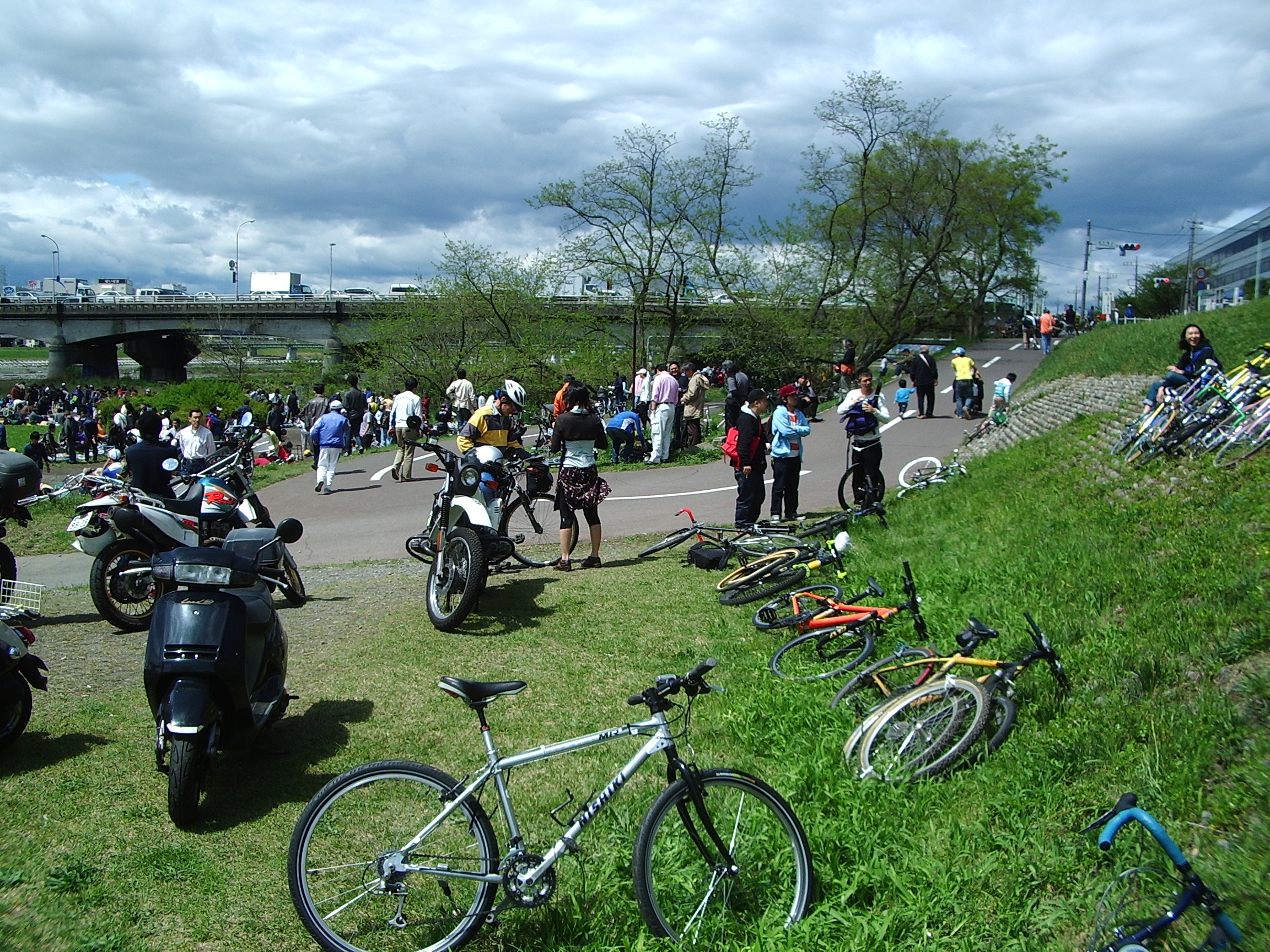
関戸橋フリーマーケット

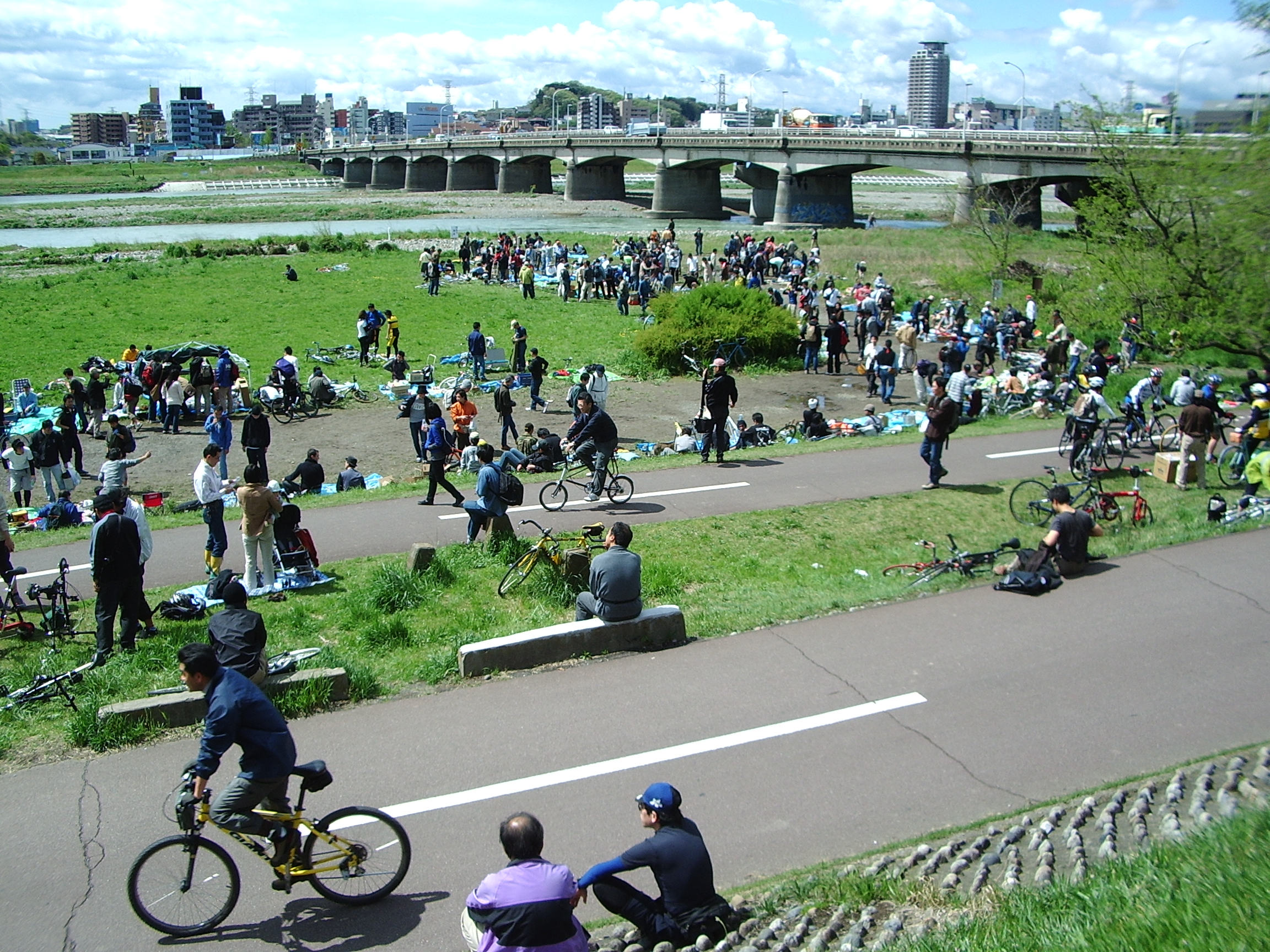
土手の上から見たフリーマーケットの様子

関戸橋フリーマーケット（せきどばしフリーマーケット）は、自転車用品のフリーマーケットで、毎年4月と10月の第3土曜日に東京都府中市住吉町二丁目の関戸橋左岸下流側の河川敷すなわち府中市住吉緑地で開催されている。雨天の際は第4土曜日に順延開催されるが、雨でも少数が橋の下で店を開いている。天気が問題なければ朝6時ころにはブルーシートなどに商品を展示した店が並び始めており、昼ごろには片付けられている。

## 概要
1990年代に少数のグループが内輪で始めたイベントで、近年では多摩地域のみならず東京都区部や埼玉県、神奈川県などからも人が集まる一大イベントとなっている。現在では主催者は存在しない。多摩川の河川敷で開催され、イベント自体に法律上特に問題はないが、規模が拡大するに従ってゴミを散らかす、違法駐車するなどといったマナーの悪い者も増えている。
出店者は手持ちの余剰パーツを持ち込む愛好家と、わざわざこの日だけ店舗を閉めてやってくる専門店とが半々といったところである。並んでいる品で最も多いのは一世代以上前の中古部品であるが、デッドストックを持ち込む専門店や自作の革製品、アパレル、書籍雑誌、チームカーのミニカーや有名選手のサインなどを並べている店もある。
価格はまちまちで、店舗で新品を買うのと変わらない値付けの店もあれば、ネットオークションの相場価格に準じた値付けの店、投げ売り状態の店など様々である。

## 参加者が自主的に守るべきマナー
- 自動車での来場は控える（近隣に観光やイベント用の大型の駐車場はありません）
- 近隣住民への迷惑となるため、違法な駐停車をしない。

（たとえ駐停車禁止が指定されていない場所でなくとも近隣の迷惑となる場所には止めない）
- 自動車で関戸橋北交差点周辺の歩道へ乗り上げて荷降ろし積み荷をしない。
- 近隣住民への迷惑となるため、大声で騒がない。
- ゴミは散らかさない。持ち帰る。（来た時よりも美しくをモットーに）
- 飲料などを配布する場合は、紙コップなどのゴミを回収する手段を用意する。
- 飲料などの飲み残しを大量に捨てない。
- 立ち小便をしない。
- 多摩側サイクリングロード利用者の迷惑とならないようにサイクリングロード周辺を占拠しない。
- 河川事務所の巡回警備の妨げとなる場所を占拠しない。

（堤防の土手や斜面およびその近辺にひび割れがないか？違法な設置物がないか？サイクリングロード上は安全か？等を目視監督されています）
- サイクリング道路脇やその周辺、橋の下など国交省管轄の河原地帯を占拠しない。
- 関戸橋周辺の河川敷は、一般にはイベント会場として認知された場所では無い事を理解し、他の河川利用者に不快感を与え、また、地域の迷惑となるような行為は慎みましょう。